# Freivorbau

Klassischer Freivorbau mit Spannbeton

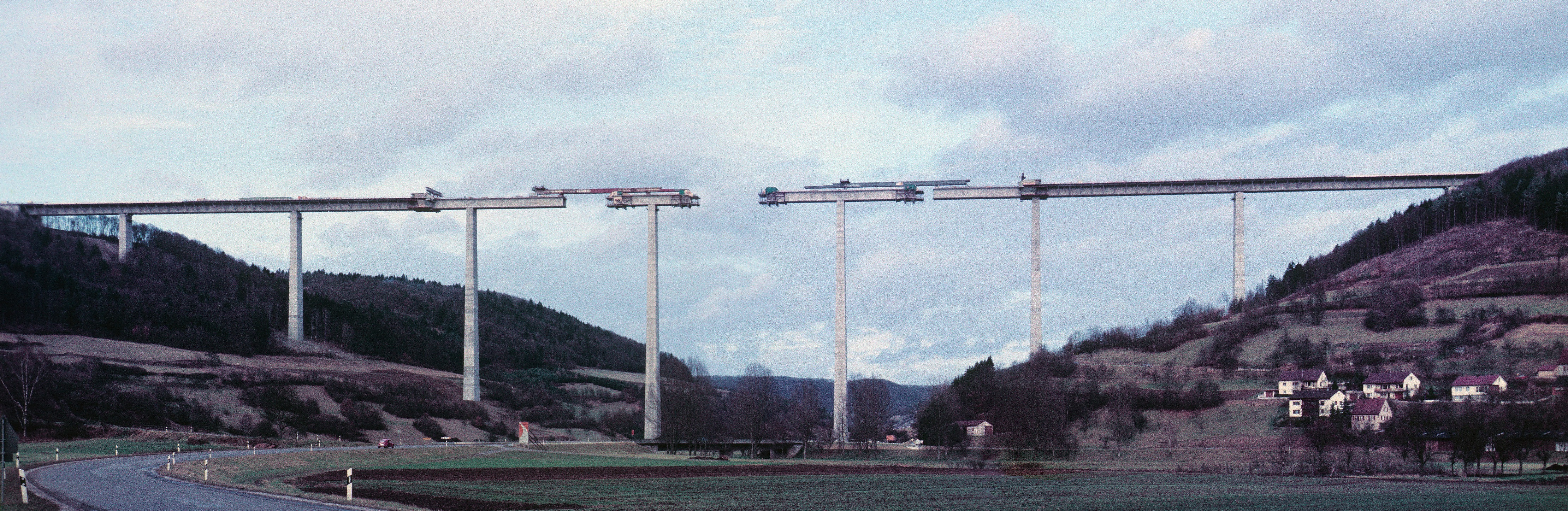
Kochertalbrücke 1979

Mit Freivorbau bezeichnet man die Bauweise des freien Vorbaus, die besonders bei Brücken angewendet wird. Dabei wird am frei auskragenden Ende der jeweils folgende Bauabschnitt angefügt. Das Verfahren wird insbesondere bei Brücken mit großen Spannweiten angewendet.

## Geschichte
Diese Herstellungsart wurde anfangs bei Stahlbrücken verwendet. Im Stahlbetonbau wurde erstmals 1930 in Brasilien die 68,3 m große Mittelöffnung der Ponte Emílio Baumgart über den Rio do Peixe bei Herval im Freivorbau errichtet. 1951 wurde die 62 m weit gespannte Lahnbrücke in Balduinstein als Erste im freien Vorbau mit vorgespanntem Ortbeton nach einem Entwurf von Ulrich Finsterwalder errichtet. Schon zwei Jahre später wurde mit dem gleichen Bauverfahren bei Worms mit einer maximalen Spannweite von 114 m die erste Spannbetonbrücke über den Rhein gebaut. Mit 301 m Spannweite ist die Stolma-Brücke seit 1998 die längste Spannbetonbrücke, die im Freivorbau mit Leichtbeton konstruiert wurde.

## Bauvorgang

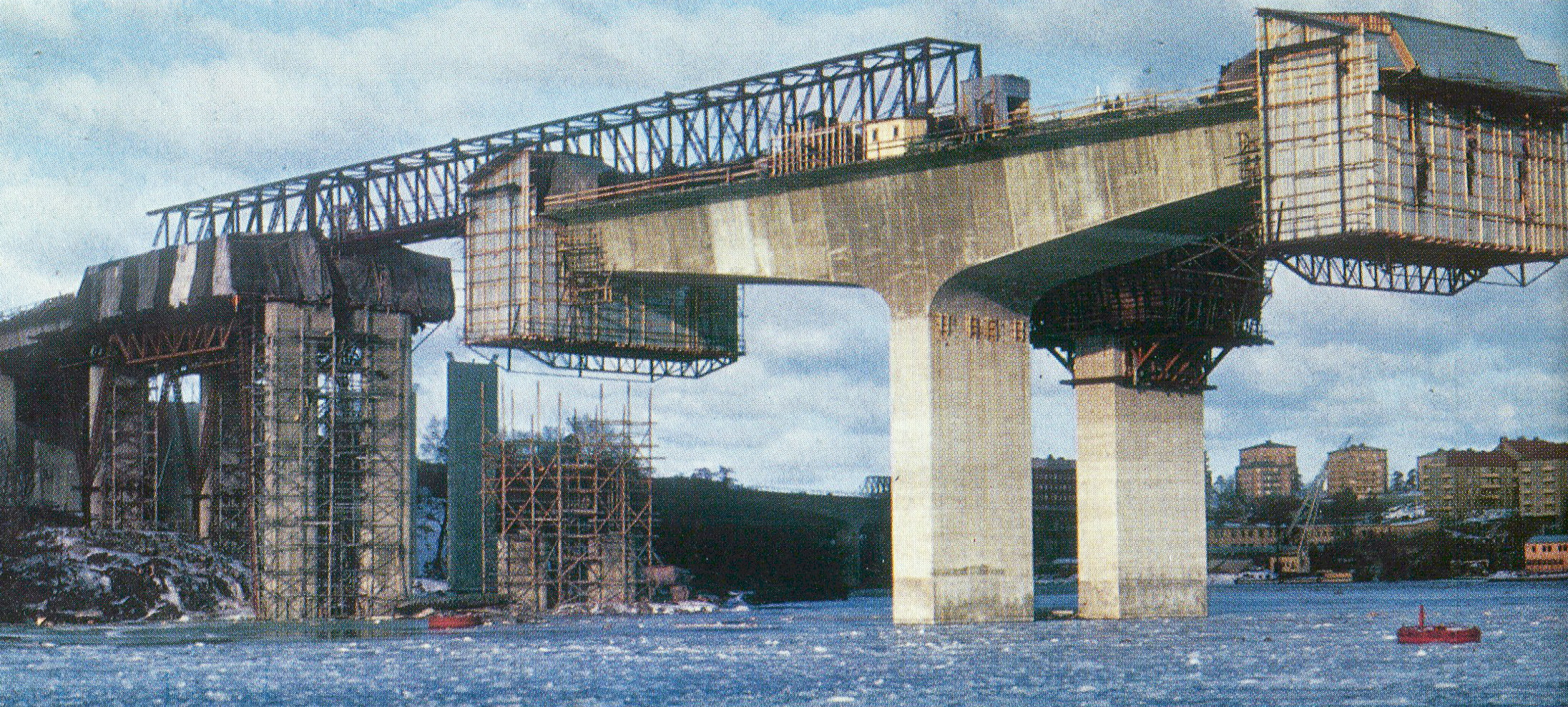
Freivorbau bei einer der Brücken für den Essingeleden in Stockholm (1965)

Beim klassischen Freivorbau wird der Überbau, ausgehend von dem biegesteif verbundenen Pfeiler, in Form eines Waagebalkens auf beiden Seiten symmetrisch hergestellt. Dabei hat der Überbau aufgrund der hohen Biegemomente über der Stütze eine deutlich größere Bauhöhe als in Feldmitte (z. B. bei der Nibelungenbrücke Worms oder dem Biaschina-Viadukt im Tessin). Auf der auskragenden Rüstung und Schalung, die am Vorbauwagen befestigt ist, werden gleich lange Abschnitte zwischen 3,5 m und 7,0 m Länge hergestellt, bis der Kragarm die halbe Länge des Brückenfeldes erreicht hat. Die andere Hälfte wird analog vom nächsten Brückenpfeiler aus hergestellt, der Lückenschluss erfolgt heutzutage monolithisch, also biegesteif, früher wurde auch oft eine Gelenkfuge eingebaut. Bei gleich bleibender Bauhöhe, wie bei der Kochertalbrücke wurden zur Reduzierung der Kragmomente beim Freivorbau Rüstträger eingesetzt oder man spannte mit einer Hilfsstütze und Schrägkabeln ab. Analog zu den Ortbetonbrücken werden insbesondere außerhalb von Deutschland oft Freivorbaubrücken mit vielen Feldern mit Fertigteilen (Querschnittssegmente) gebaut, wobei die Montage meist mit großen fahrbaren Stahlfachwerkträgern erfolgt. Die Stahlbetonbögen von Bogenbrücken (z. B. Talbrücke Wilde Gera) oder auch die Überbauten von Schrägseilbrücken werden in der Regel mit einem an Hilfsabspannungen zurückgehängten Freivorbau errichtet.

## Beispiele

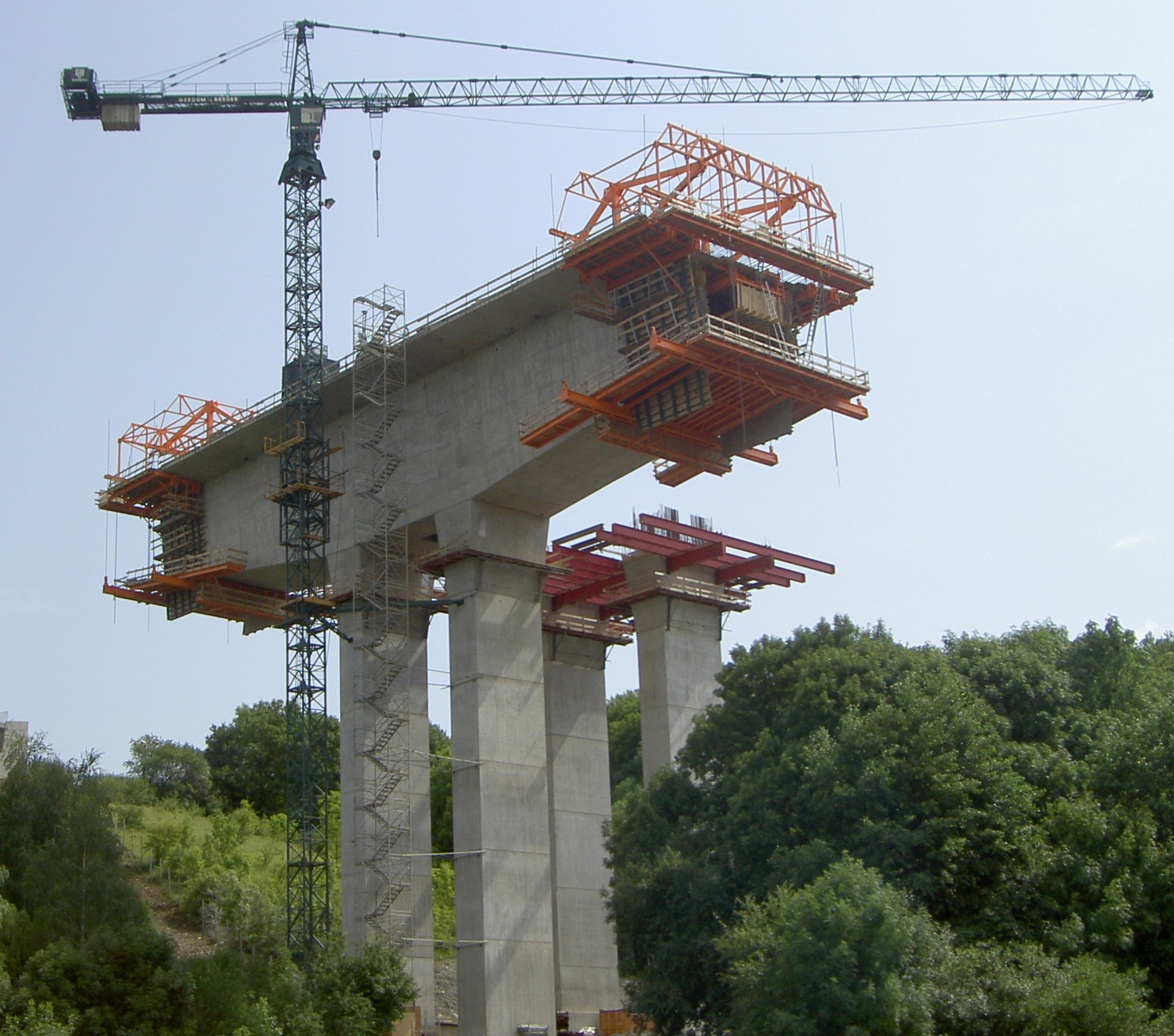
Weidatalbrücke im Freivorbau
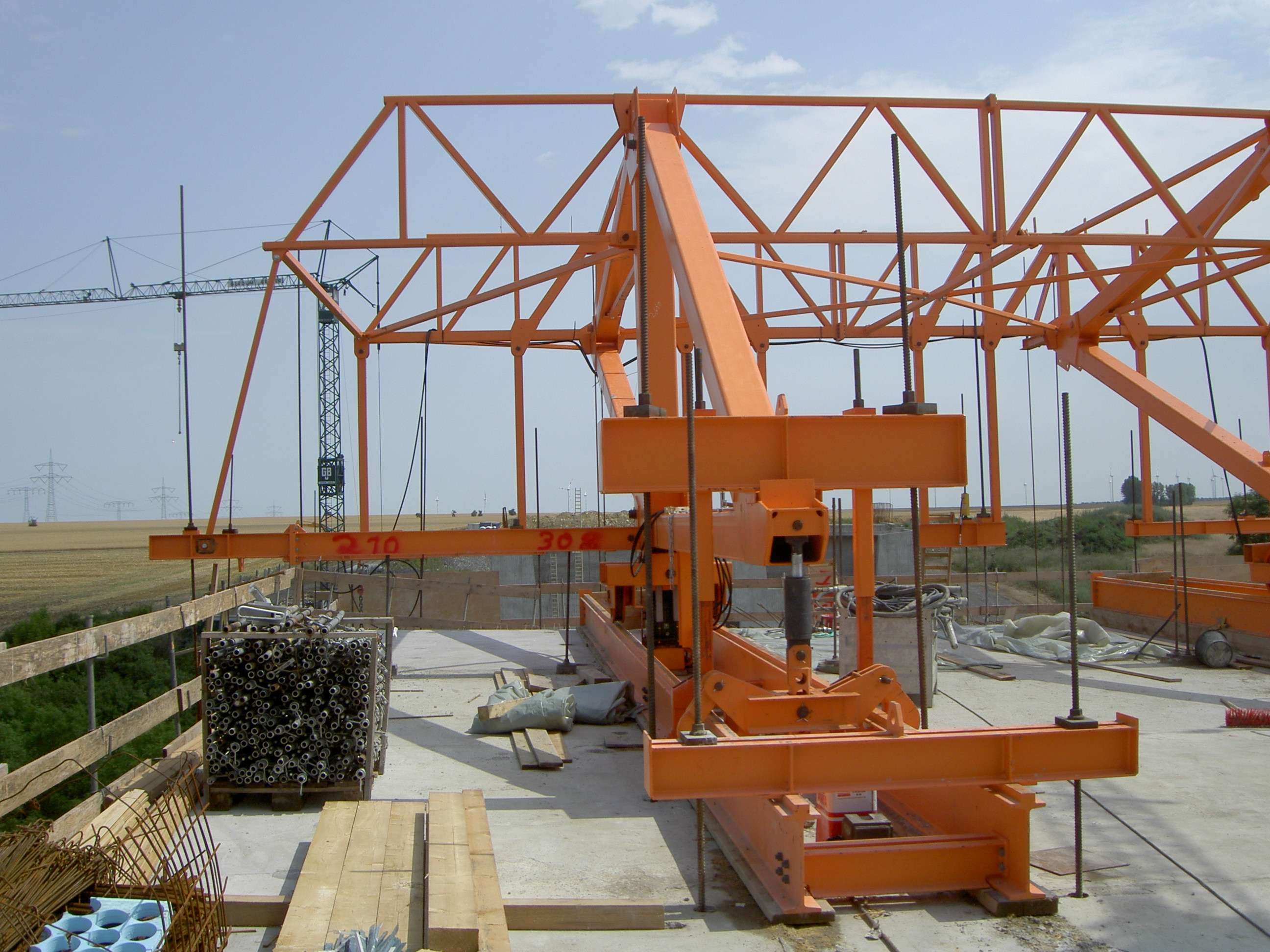
Freivorbauwagen und seine Rückverankerung
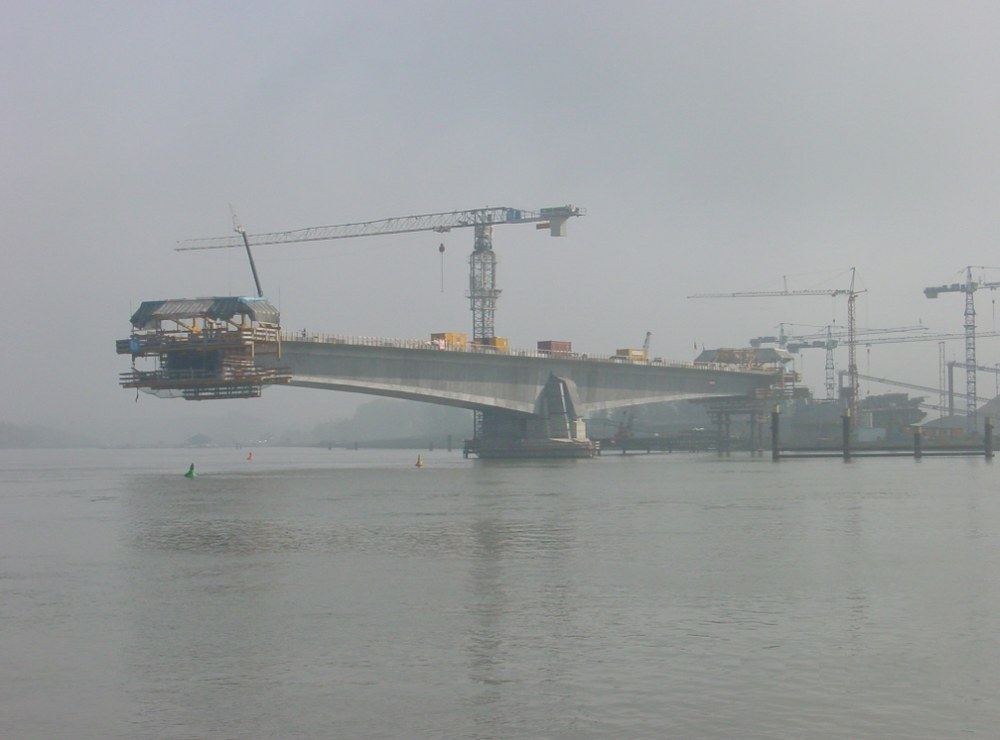
Freivorbau Pierre-Pflimlin-Brücke
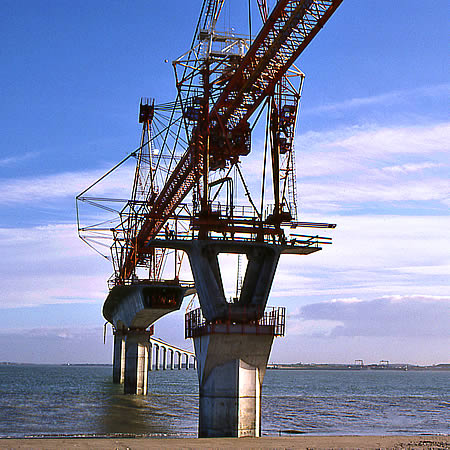
Freivorbau mit Segmentfertigteilen
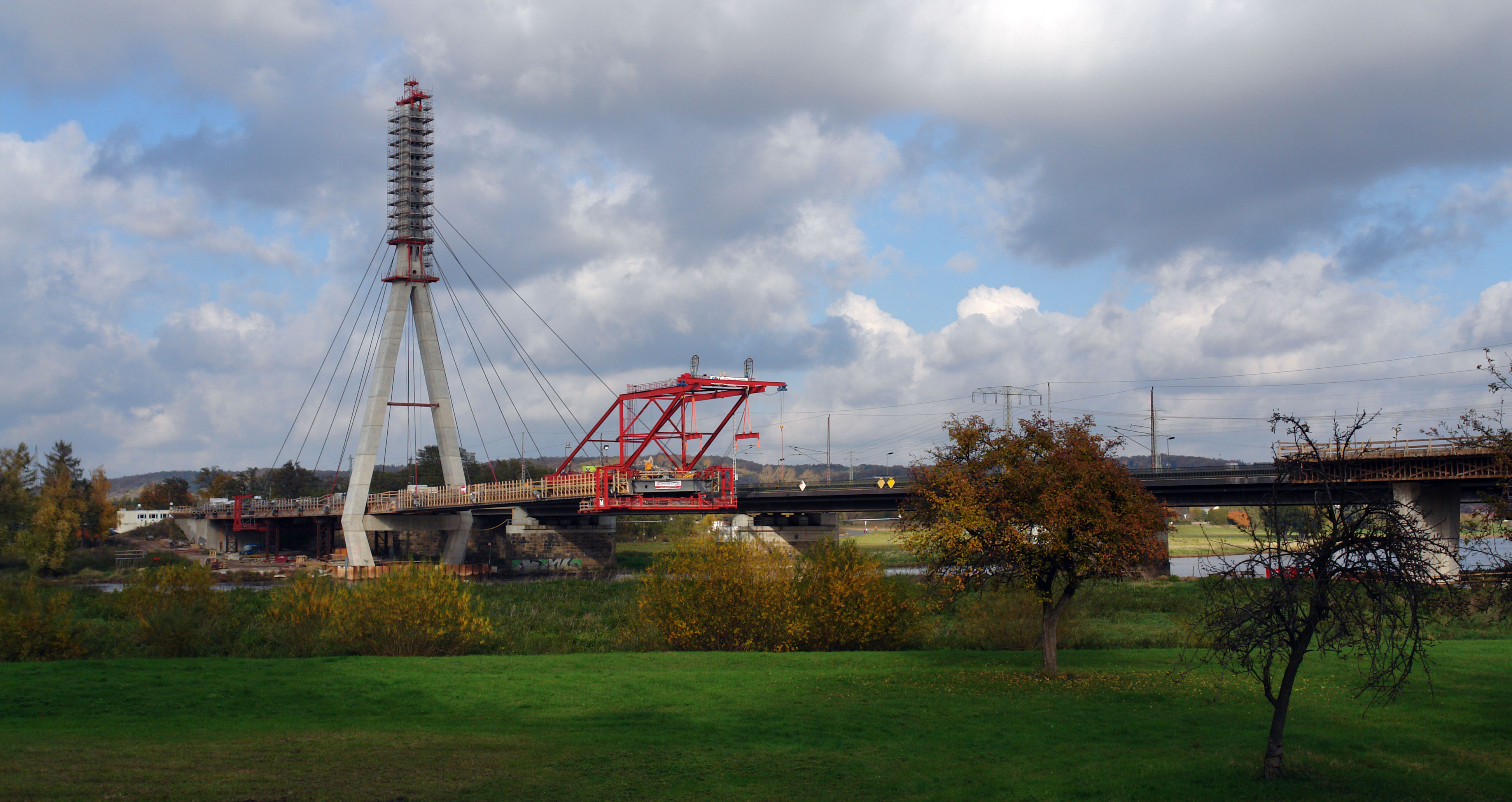
Abgespannter Freivorbau der Schrägseilbrücke Niederwartha
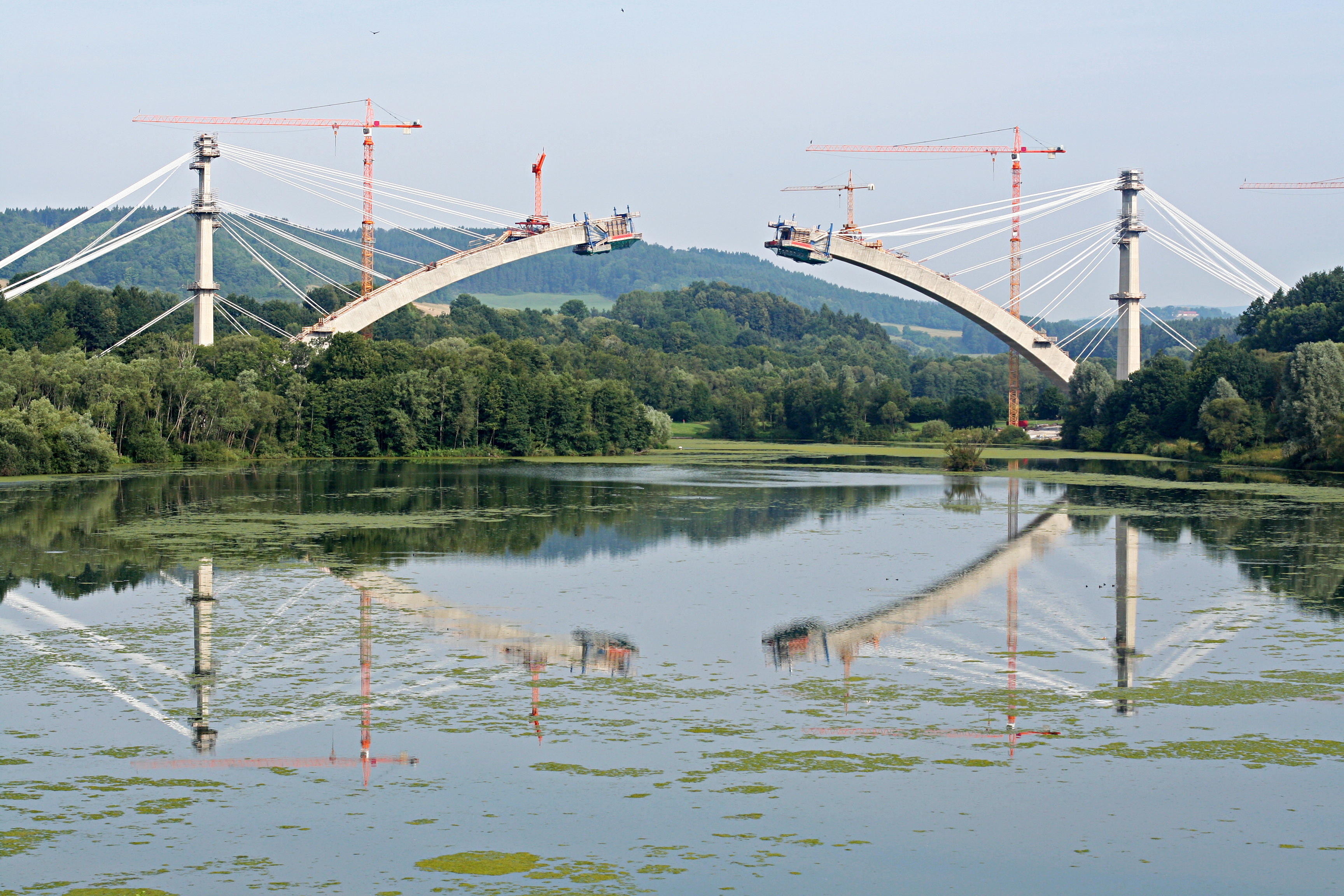
Abgespannter Freivorbau des Bogens der Talbrücke Froschgrundsee